# Larribar-Sorhapuru
Pour les articles homonymes, voir Larribar et Sorhapuru.
Larribar-Sorhapuru (en basque: Larribarre-Sorhapürü) est une commune française, située dans le département des Pyrénées-Atlantiques en région Nouvelle-aquitaine.
Le gentilé est Larribartar.

## Géographie

### Localisation
La commune de Larribar-Sorhapuru se trouve dans le département des Pyrénées-Atlantiques, en région Nouvelle-Aquitaine.
Elle se situe à 91 km par la route de Pau, préfecture du département, à 62 km de Bayonne, sous-préfecture, et à 6,4 km de Saint-Palais, bureau centralisateur du canton du Pays de Bidache, Amikuze et Ostibarre dont dépend la commune depuis 2015 pour les élections départementales.
La commune fait en outre partie du bassin de vie de Saint-Palais.
Les communes les plus proches sont : 
Uhart-Mixe (1,6 km), Lohitzun-Oyhercq (3,5 km), Béhasque-Lapiste (3,5 km), Orsanco (4,1 km), Saint-Palais (4,2 km), Arhansus (4,3 km), Aïcirits-Camou-Suhast (4,9 km), Domezain-Berraute (5,5 km).
Sur le plan historique et culturel, Larribar-Sorhapuru fait partie de la province de la Basse-Navarre, un des sept territoires composant le Pays basque,. La Basse-Navarre en est la province la plus variée en ce qui concerne son patrimoine, mais aussi la plus complexe du fait de son morcellement géographique. Depuis 1999, l'Académie de la langue basque ou Euskalzaindia divise la Basse-Navarre en six zones,. La commune est dans le pays de Mixe (Amikuze), au nord-est de ce territoire.

### Communes limitrophes
Les communes limitrophes sont  Béhasque-Lapiste, Domezain-Berraute, Lohitzun-Oyhercq, Saint-Palais et Uhart-Mixe.
| Saint-Palais | Béhasque-Lapiste   | Domezain-Berraute |
|              | Larribar-Sorhapuru |                   |
| Uhart-Mixe   |                    | Lohitzun-Oyhercq  |

### Hydrographie

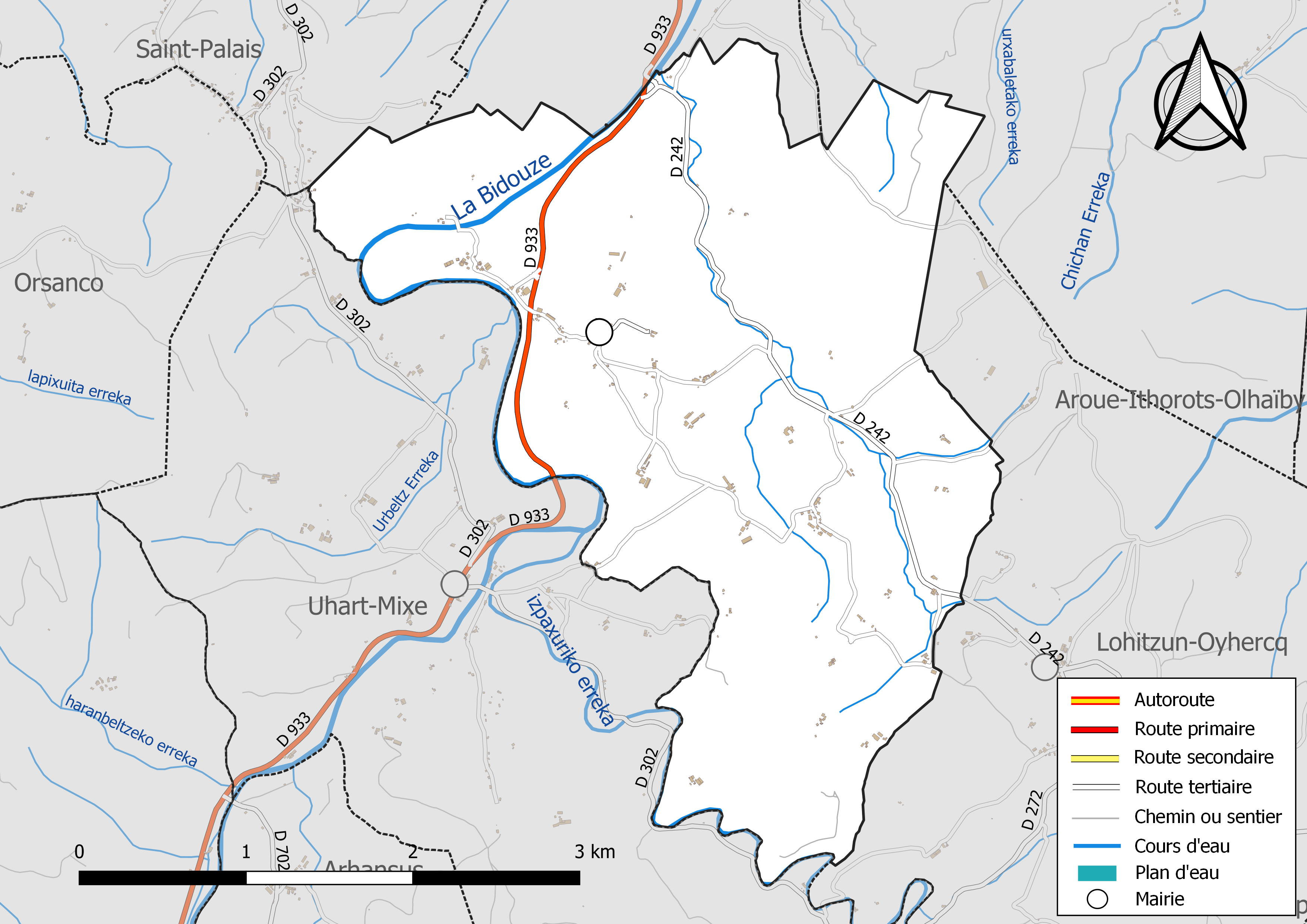
Réseaux hydrographique et routier de Larribar-Sorhapuru.

La commune est drainée par la Bidouze, Ispatchoury erreka et par divers petits cours d'eau, constituant un réseau hydrographique de 12 km de longueur totale,.
La Bidouze, d'une longueur totale de 82,2 km, prend sa source dans la commune d'Aussurucq et s'écoule du sud vers le nord. Elle traverse la commune et se jette dans l'Adour à Guiche, après avoir traversé 26 communes.

### Climat
Pour des articles plus généraux, voir Climat de la Nouvelle-Aquitaine et Climat des Pyrénées-Atlantiques.
Historiquement, la commune est exposée à un micro climat océanique basque.  
En 2020, Météo-France publie une typologie des climats de la France métropolitaine dans laquelle la commune est exposée à un climat de montagne et est dans la région climatique Pyrénées atlantiques, caractérisée par une pluviométrie élevée (>1 200 mm/an) en toutes saisons, des hivers très doux (7,5 °C en plaine) et des vents faibles.
Pour la période 1971-2000, la température annuelle moyenne est de 13,7 °C, avec une amplitude thermique annuelle de 13,2 °C. Le cumul annuel moyen de précipitations est de 1 383 mm, avec 12,4 jours de précipitations en janvier et 8,8 jours en juillet. Pour la période 1991-2020, la température moyenne annuelle observée sur la station météorologique la plus proche, située sur la commune d'Aïcirits-Camou-Suhast à 5 km à vol d'oiseau, est de 14,3 °C et le cumul annuel moyen de précipitations est de 1 219,1 mm,. Pour l'avenir, les paramètres climatiques de la commune estimés pour 2050 selon différents scénarios d’émission de gaz à effet de serre sont consultables sur un site dédié publié par Météo-France en novembre 2022.

### Milieux naturels et biodiversité

#### Réseau Natura 2000
Le réseau Natura 2000 est un réseau écologique européen de sites naturels d'intérêt écologique élaboré à partir des Directives « Habitats » et « Oiseaux », constitué de zones spéciales de conservation (ZSC) et de zones de protection spéciale (ZPS).
Un site Natura 2000 a été défini sur la commune au titre de la « directive Habitats » : « la Bidouze (cours d'eau) », d'une superficie de 2 570 ha, un vaste réseau hydrographique drainant les coteaux du Pays basque,.

#### Zones naturelles d'intérêt écologique, faunistique et floristique
L’inventaire des zones naturelles d'intérêt écologique, faunistique et floristique (ZNIEFF) a pour objectif de réaliser une couverture des zones les plus intéressantes sur le plan écologique, essentiellement dans la perspective d’améliorer la connaissance du patrimoine naturel national et de fournir aux différents décideurs un outil d’aide à la prise en compte de l’environnement dans l’aménagement du territoire.
Une ZNIEFF de type 2 est recensée sur la commune, : 
le « réseau hydrographique de la Bidouze et annexes hydrauliques » (2 867,4 ha), couvrant 30 communes dont 1 dans les Landes et 29 dans les Pyrénées-Atlantiques.

## Urbanisme

### Typologie
Au 1er janvier 2024, Larribar-Sorhapuru est catégorisée commune rurale à habitat très dispersé, selon la nouvelle grille communale de densité à sept niveaux définie par l'Insee en 2022.
Elle est située hors unité urbaine. Par ailleurs la commune fait partie de l'aire d'attraction de Saint-Palais, dont elle est une commune de la couronne,. Cette aire, qui regroupe 25 communes, est catégorisée dans les aires de moins de 50 000 habitants,.

### Occupation des sols

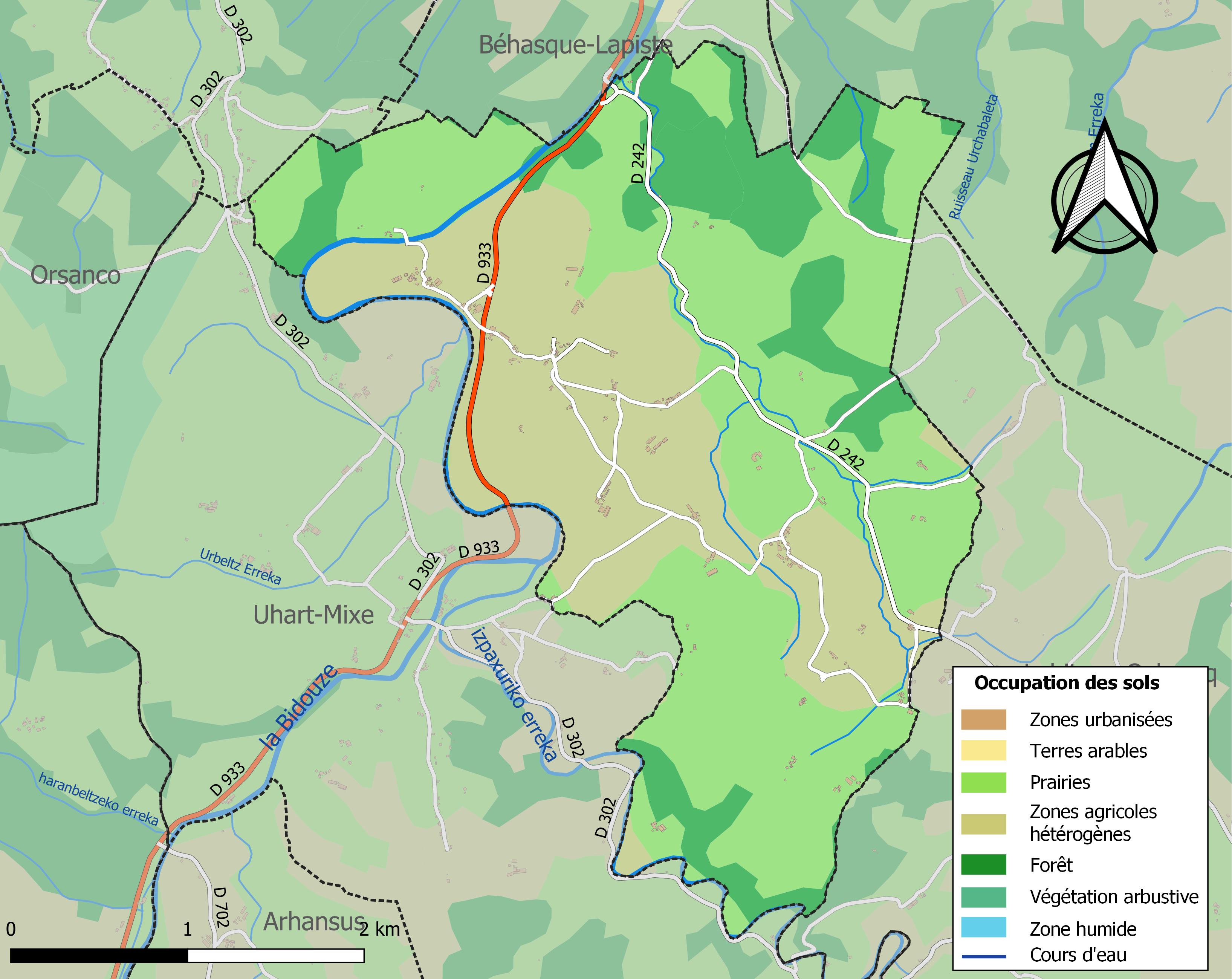
Carte des infrastructures et de l'occupation des sols de la commune en 2018 (CLC).

L'occupation des sols de la commune, telle qu'elle ressort de la base de données européenne d’occupation biophysique des sols Corine Land Cover (CLC), est marquée par l'importance des territoires agricoles (83,6 % en 2018), en augmentation par rapport à 1990 (82,7 %). La répartition détaillée en 2018 est la suivante : 
prairies (49 %), zones agricoles hétérogènes (34,6 %), forêts (16,4 %). L'évolution de l’occupation des sols de la commune et de ses infrastructures peut être observée sur les différentes représentations cartographiques du territoire : la carte de Cassini (XVIIIe siècle), la carte d'état-major (1820-1866) et les cartes ou photos aériennes de l'IGN pour la période actuelle (1950 à aujourd'hui).

### Lieux-dits et hameaux
- Haitsa ;
- Larribar ;
- Sorhapuru.

### Voies de communication et transports
Larribar-Sorhapuru est desservie par les routes départementales D 242 et D 933.

### Risques majeurs
Le territoire de la commune de Larribar-Sorhapuru est vulnérable à différents aléas naturels : météorologiques (tempête, orage, neige, grand froid, canicule ou sécheresse), inondations, feux de forêts et séisme (sismicité moyenne). Un site publié par le BRGM permet d'évaluer simplement et rapidement les risques d'un bien localisé soit par son adresse soit par le numéro de sa parcelle.
Certaines parties du territoire communal sont susceptibles d’être affectées par le risque d’inondation par une crue torrentielle ou à montée rapide de cours d'eau, notamment l'Izpaxuriko erreka et la Bidouze. La commune a été reconnue en état de catastrophe naturelle au titre des dommages causés par les inondations et coulées de boue survenues en 1982, 1983, 1988, 1990, 2009 et 2014,.
Larribar-Sorhapuru est exposée au risque de feu de forêt. En 2020, le premier plan de protection des forêts contre les incendies (PDPFCI) a été adopté pour la période 2020-2030. La réglementation des usages du feu à l’air libre et les obligations légales de débroussaillement dans le département des Pyrénées-Atlantiques font l'objet d'une consultation de public ouverte du 16 septembre au 7 octobre 2022,.

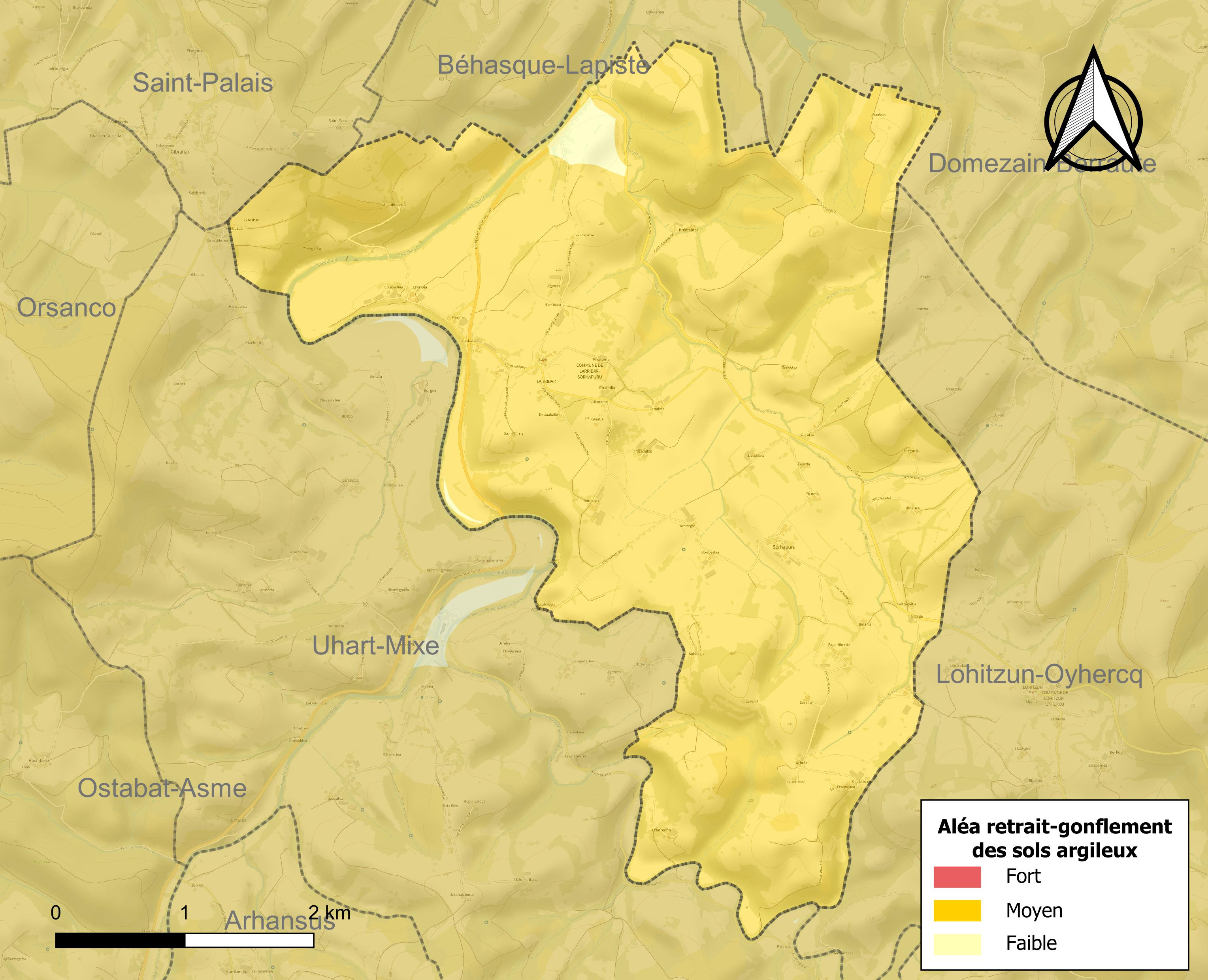
Carte des zones d'aléa retrait-gonflement des sols argileux de Larribar-Sorhapuru.

Le retrait-gonflement des sols argileux est susceptible d'engendrer des dommages importants aux bâtiments en cas d’alternance de périodes de sécheresse et de pluie. 98,9 % de la superficie communale est en aléa moyen ou fort (59 % au niveau départemental et 48,5 % au niveau national). Depuis le 1er octobre 2020, en application de la loi ELAN, différentes contraintes s'imposent aux vendeurs, maîtres d'ouvrages ou constructeurs de biens situés dans une zone classée en aléa moyen ou fort,.

## Toponymie
Mentions anciennes
Le toponyme Larribar apparaît sous les formes 
Sancta Maria de Larreivare (1160), 
Larrayvat (1304), 
Larrayvar (1309 et 1350), 
Larraybar (1413), 
Nostre-Done de Larribar (1472, notaires de Labastide-Villefranche) et 
Larriba (1513, titres de Pampelune).
Le toponyme Sorhapuru apparaît sous les formes 
Sanctus-Martinus de Sorhapuru (XIIe siècle, collection Duchesne volume CXIV), 
Soharpuru in Mixia et Soarpuru (XIIe siècle pour ces deux formes, cartulaire de Sorde), 
Soarpuru et Sorhapuru (1150), 
Sorhaburu (1304), 
Sorhapure (1472, notaires de Labastide-Villefranche), 
Sorhaburu (1665, règlement des États de Navarre) et 
Sorhapura (1801, Bulletin des lois).
Jean-Baptiste Orpustan indique que Larribar signifie « val de lande » et Sorhapuru  « limite des terres (cultivées) ».
Graphie basque
Son nom basque actuel est Larribarre-Sorhapürü.

## Histoire
La commune a été créée le 12 mai 1841 par la réunion des communes de Larribar et de Sorhapuru.
Sorhapuru était sous l´obédience de la famille d´Uhart dont les membres étaient barons de Sorhapuru.
La famille d´Uhart était localement puissante et alliée à Florence de Belsunce (16 mars 1561) qui avait épousé en premières noces Bertrand d´Harambure (Aramburu) puissante famille locale installée à Lantabat non loin de là. Bertrand d´Harambure fit l´acquisition de la seigneurie de Picassary par le biais de son frère Gratian d´Harambure seigneur d´Elizeche le 2 septembre 1553 (1)(2). Le vendeur était Roger de Cheraute (3). Un peu plus tard il achètera encore le 12 octobre 1553 la dîme d´Olhaby de la famille Gramont. Florence de Belsunce et Bertrand d´Harambure seront les parents de Jean d'Harambure dit « le Borgne ».
(1) Au plaisir de se battre. p 45 et 46
(2) Mauléon 30 septembre 1553 Procuration à Bertrand de Sohescun conseiller du roi de Navarre
(3) Contrat du notaire Arnaud de Genssane notaire royal

## Politique et administration
| Période                                  | Période  | Identité               | Étiquette | Qualité |
| ---------------------------------------- | -------- | ---------------------- | --------- | ------- |
| 1995                                     | 2008     | Jean-Pierre Etcheberry |           |         |
| 2008                                     | En cours | Daniel Heuguerot       |           |         |
| Les données manquantes sont à compléter. |          |                        |           |         |

### Intercommunalité
La commune appartient à six structures intercommunales :
- la communauté d'agglomération du Pays Basque ;
- le syndicat AEP du pays de Mixe ;
- le syndicat d’énergie des Pyrénées-Atlantiques ;
- le syndicat de regroupement pédagogique intercommunal Ispachoury ;
- le syndicat intercommunal pour le fonctionnement des écoles d'Amikuze ;
- le syndicat intercommunal pour le soutien à la culture basque.

Larribar-Sorhapuru accueille le siège du syndicat de regroupement pédagogique intercommunal Ispachoury.

## Population et société
En 1350, 12 feux sont signalés à Larribar.
Le recensement à caractère fiscal de 1412-1413, réalisé sur ordre de Charles III de Navarre, comparé à celui de 1551 des hommes et des armes qui sont dans le présent royaume de Navarre d'en deçà les ports, révèle une démographie en forte croissance. Le premier indique à Larribar la présence de 9 feux, le second de 19 feux.

Le recensement de la population de Basse-Navarre de 1695 dénombre 42 feux à Larribar.
L'évolution du nombre d'habitants est connue à travers les recensements de la population effectués dans la commune depuis 1793. Pour les communes de moins de 10 000 habitants, une enquête de recensement portant sur toute la population est réalisée tous les cinq ans, les populations de référence des années intermédiaires étant quant à elles estimées par interpolation ou extrapolation. Pour la commune, le premier recensement exhaustif entrant dans le cadre du nouveau dispositif a été réalisé en 2007.

En 2022, la commune comptait 185 habitants, en évolution de −2,63 % par rapport à 2016 (Pyrénées-Atlantiques : +3,78 %, France hors Mayotte : +2,11 %).
| 1793 | 1800 | 1806 | 1821 | 1831 | 1836 | 1841 | 1846 | 1851 |
| ---- | ---- | ---- | ---- | ---- | ---- | ---- | ---- | ---- |
| 246  | 183  | 206  | 242  | 178  | 226  | 444  | 450  | 451  |

| 1856 | 1861 | 1866 | 1872 | 1876 | 1881 | 1886 | 1891 | 1896 |
| ---- | ---- | ---- | ---- | ---- | ---- | ---- | ---- | ---- |
| 385  | 388  | 351  | 334  | 359  | 331  | 311  | 266  | 261  |

| 1901 | 1906 | 1911 | 1921 | 1926 | 1931 | 1936 | 1946 | 1954 |
| ---- | ---- | ---- | ---- | ---- | ---- | ---- | ---- | ---- |
| 281  | 276  | 303  | 279  | 250  | 244  | 283  | 266  | 248  |

| 1962 | 1968 | 1975 | 1982 | 1990 | 1999 | 2006 | 2007 | 2012 |
| ---- | ---- | ---- | ---- | ---- | ---- | ---- | ---- | ---- |
| 248  | 214  | 235  | 230  | 242  | 186  | 192  | 193  | 189  |

| 2017 | 2022 | - | - | - | - | - | - | - |
| ---- | ---- | - | - | - | - | - | - | - |
| 188  | 185  | - | - | - | - | - | - | - |

### Enseignement
La commune dispose d'une école élémentaire publique. Cette école propose un enseignement bilingue français-basque à parité horaire.

## Économie
La commune fait partie de la zone d'appellation de l'ossau-iraty.

## Culture locale et patrimoine

### Patrimoine religieux
L’église Saint-Martin de Sorhapuru recèle une statue en bois, représentant saint Martin, et datant du XVIe siècle.
Larribar possède également une église, l’église de l'Assomption.

## Équipements

### Éducation
La commune dispose d'une école élémentaire.